# Lédat

Lédat este o comună în departamentul Lot-et-Garonne din sud-vestul Franței. În 2009 avea o populație de 1.199 de locuitori.

## Evoluția populației
| An        | 1975 | 1982 | 1990 | 1999 | 2006  | 2009  |
| --------- | ---- | ---- | ---- | ---- | ----- | ----- |
| Populație | 523  | 674  | 747  | 896  | 1.034 | 1.199 |